# 3886-os busz
A 3886-os jelzésű autóbuszvonal Sárospatak és környékének egyik regionális autóbuszjárata, amit a Volánbusz Zrt. lát el Sárospatak vasútállomás és Makkoshotyka között, Hercegkút érintésével.

## Közlekedése

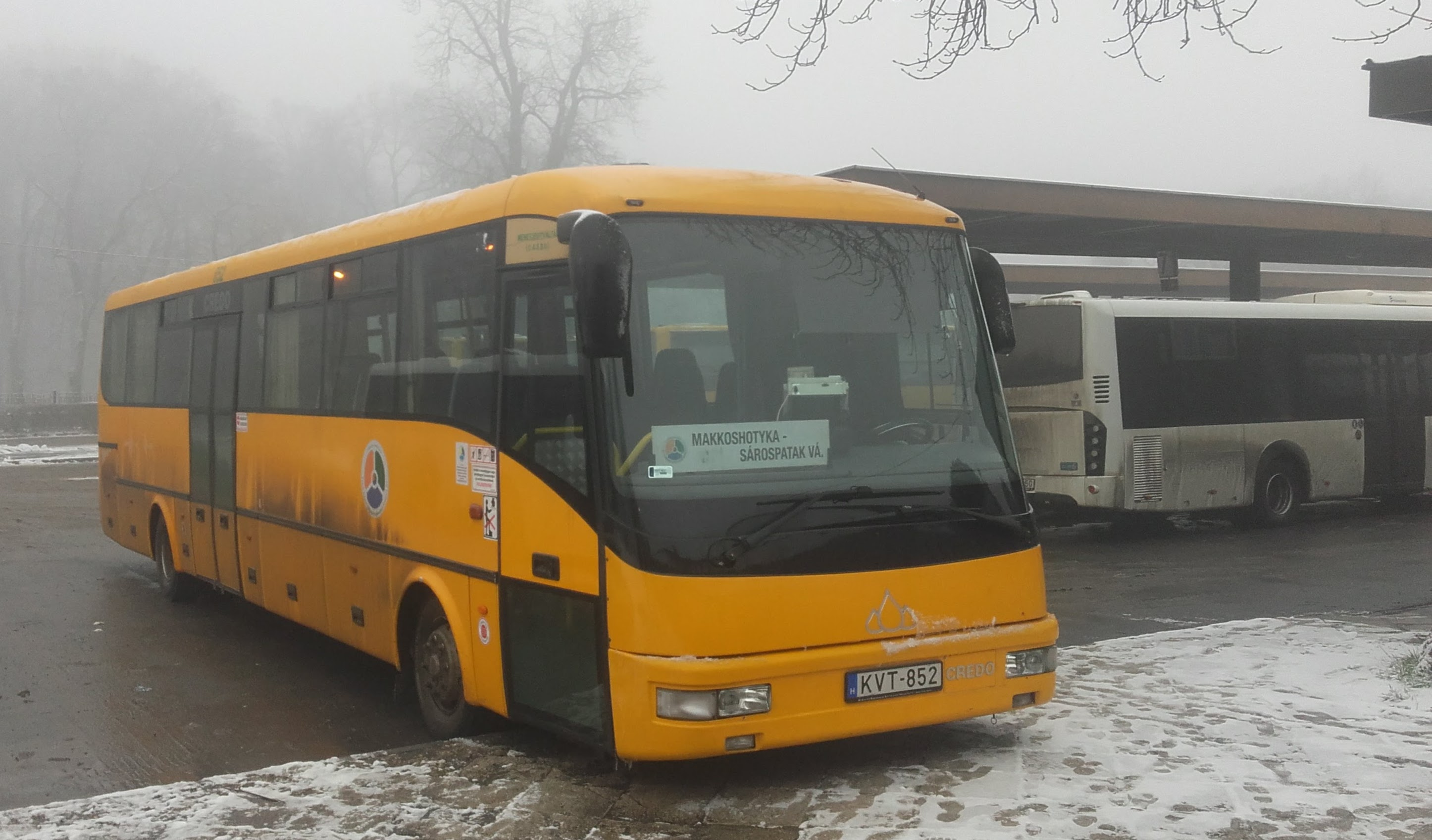
A KVT-852 rendszámú Credo EC 12 a vonal egyik törzsjárműve

A járat a Sárospataki járás székhelyének, Sárospataknak a forgalmas vasútállomását (a legtöbb járathoz vasúti csatlakozás is van) köti össze a Zempléni-hegység belsejében található, a 26-os számú Országos Kéktúra szakasz által is érintett Makkoshotykával, a legtöbb járat Hercegkútra is betér. Néhány járat csak Hercegkútig közlekedik, egyes indítások gyorsjáratként. Pár járat érinti Sárospatak belvárosát is. Napi fordulószáma viszonylag magasnak mondható.

## Megállóhelyei
| 0  | Sárospatak, vasútállomás végállomás       | 10 | 1449, 3729, 3869, 3870, 3871, 3872, 3873, 3875, 3878, 3879, 3880, 3881, 3882, 3883, 3884, 3885, 3888, 3923, 3930 személyvonat, sebesvonat, IC |
| 1  | Sárospatak, Bodrog Áruház                 | 9  | 1449, 3729, 3869, 3872, 3873, 3875, 3878, 3879, 3880, 3881, 3882, 3883, 3884, 3885, 3888, 3923                                                |
| 2  | Sárospatak, körzeti iskola                | 8  | 3869 |
| 3  | Sárospatak, ÉMÁSZ üzemigazgatóság         | 7  | |
| 4  | Cinegehegyi elágazás                      | 6  | |
| 5  | Hercegkúti elágazás                       | 5  | |
| 6  | Hercegkút, posta                          | 4  | |
| 7  | Hercegkúti elágazás                       | 3  | |
| 8  | Makkoshotyka, Rákóczi utca 14.            | 2  | |
| 9  | Makkoshotyka, községháza                  | 1  | |
| 10 | Makkoshotyka, autóbusz-forduló végállomás | 0  | |